# Castillo de Wernigerode
El castillo de Wernigerode (en alemán: Schloss Wernigerode) se halla en los montes del Harz sobre la ciudad de Wernigerode en Sajonia-Anhalt, Alemania. El actual edificio, finalizado a mitad del siglo XIX, es similar en estilo al palacio de Neuschwanstein, aunque su fundación es mucho más antigua. Está abierto al público y es uno de los más visitados en Sajonia-Anhalt.

## Historia

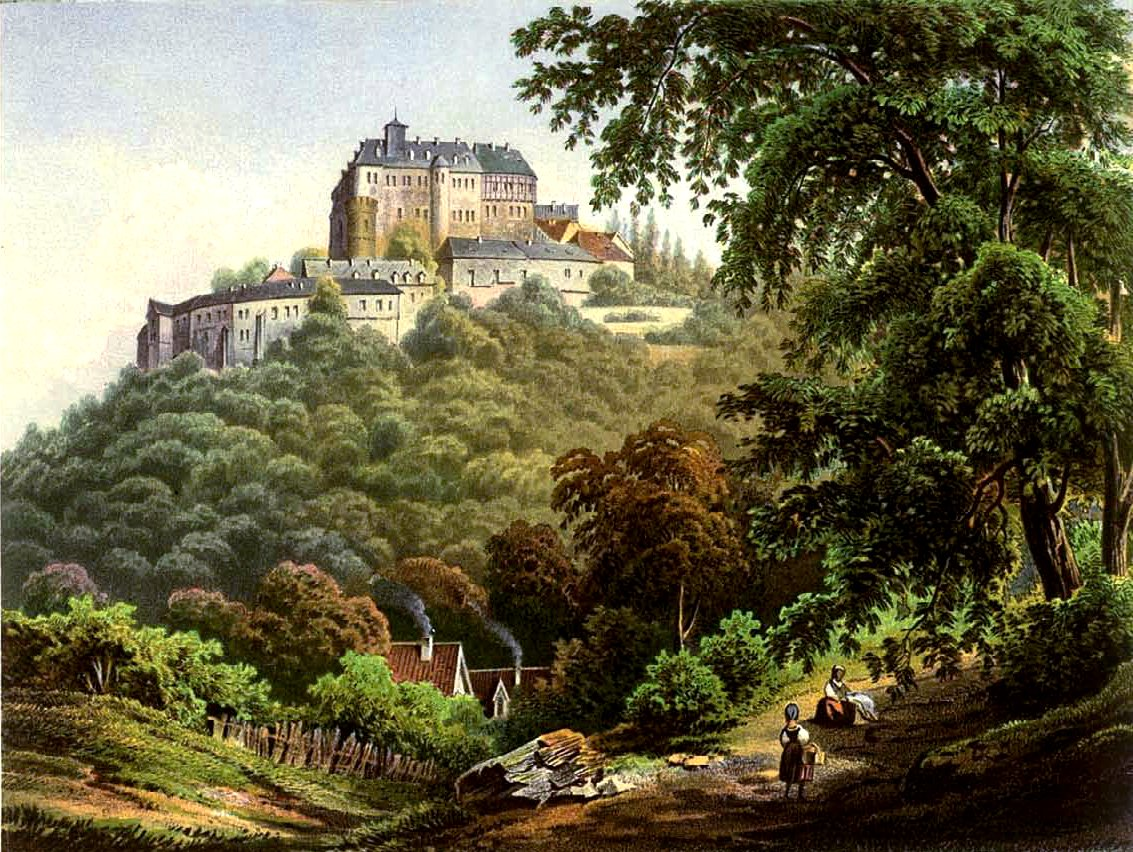
El castillo de Wernigerode hacia 1860, colección de Alexander Duncker.

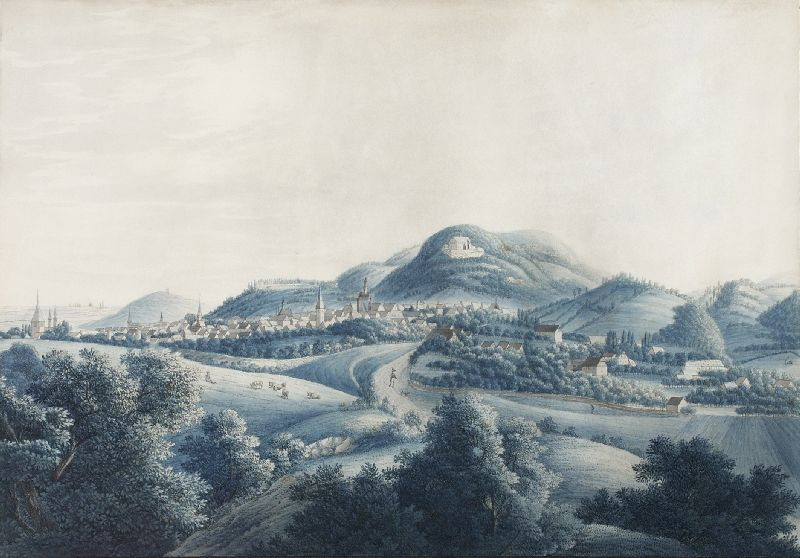
El castillo y la ciudad de Wernigerode, hacia 1820.

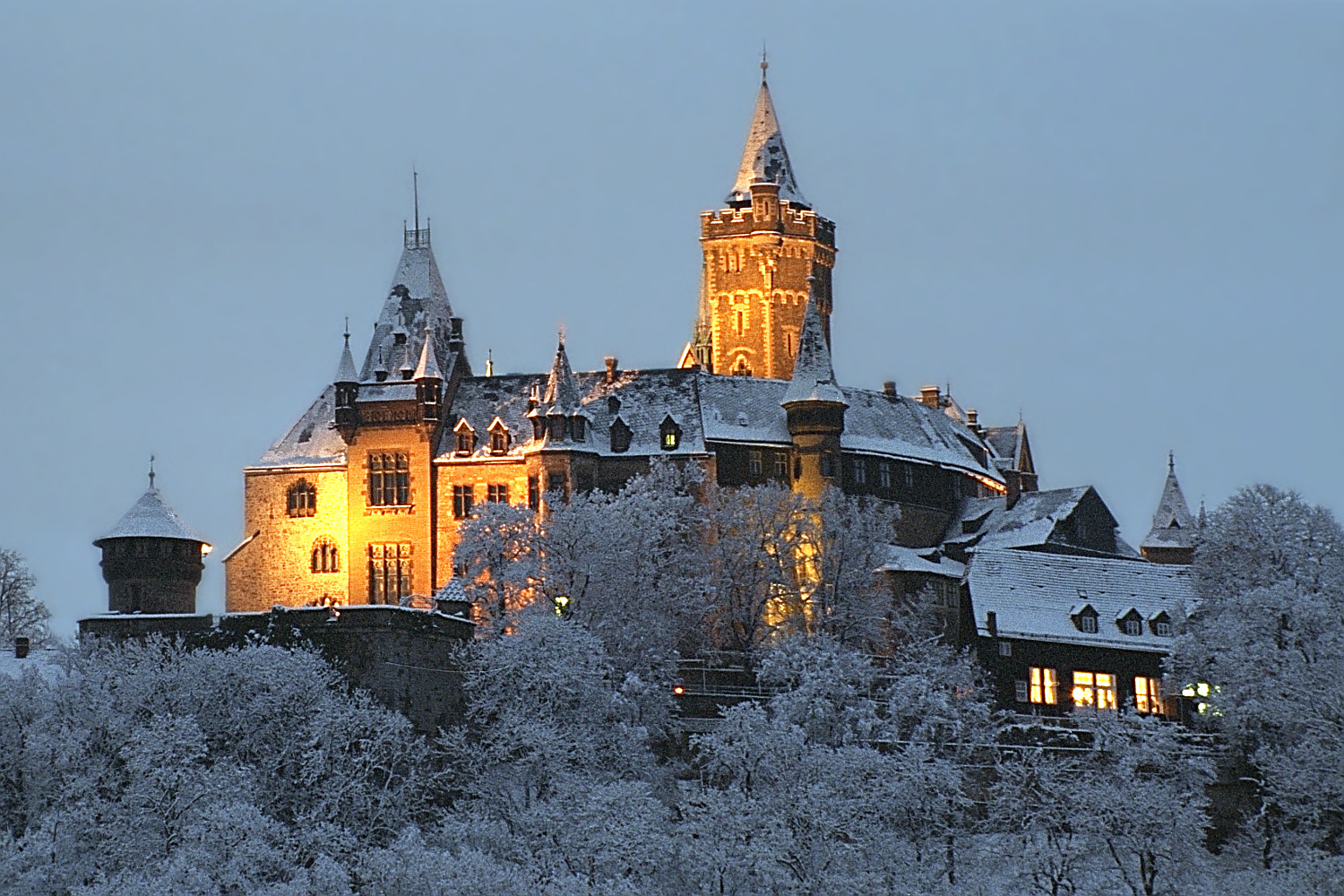
Vista invernal del castillo.

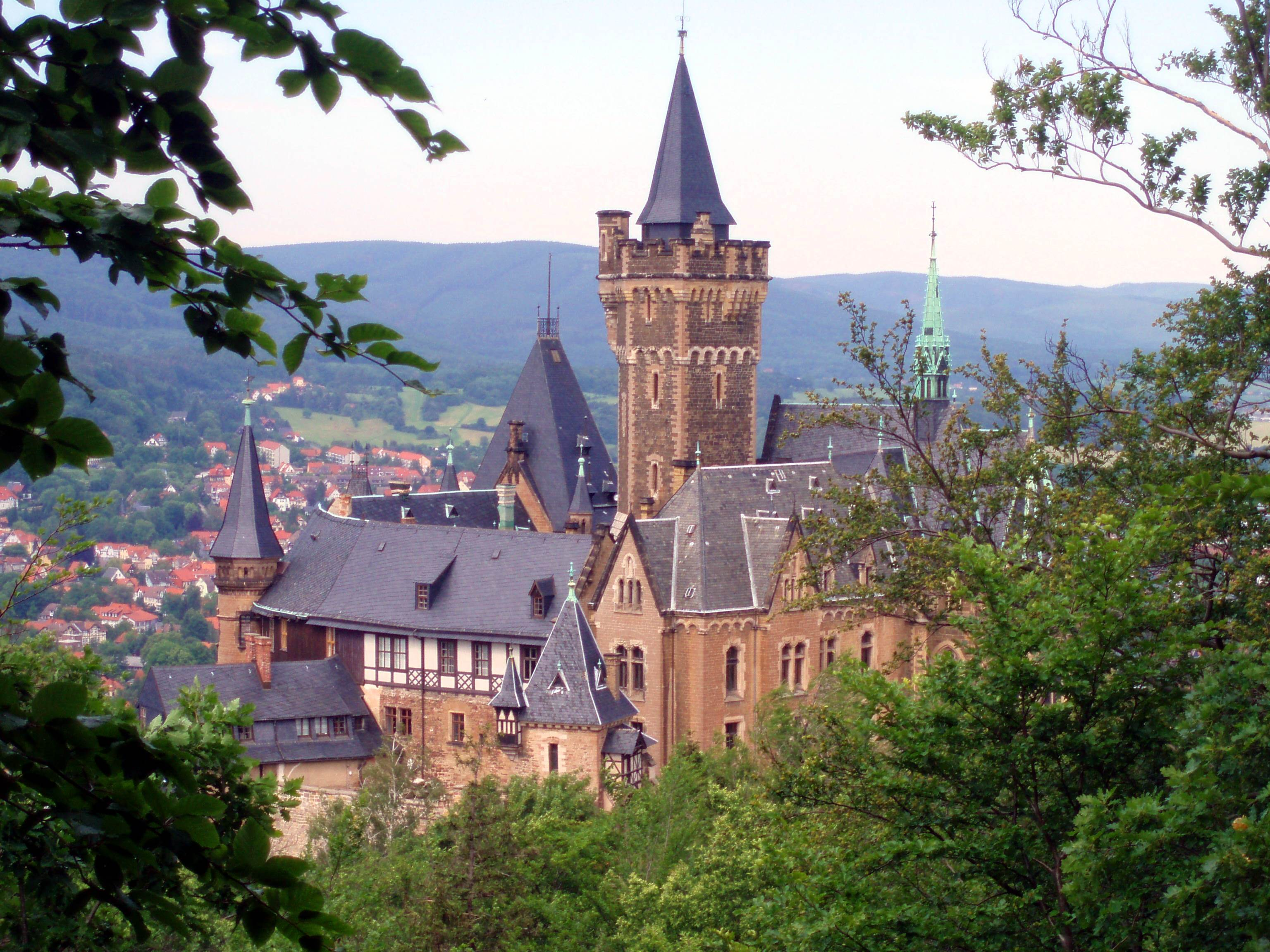
El castillo en 2007.

La primera mención del noble sajón Adalberto de Haimar, Conde de Wernigerode, en un registro de 1121 es también la primera documentación del asentamiento, que había sido fundado en torno a un siglo antes en conexión con la deforestación de la región. Los condes construyeron el castillo en la ladera sur de la ciudad como su residencia; fue mencionado por primera vez como castrum en 1213. Cuando se extinguió la línea dinástica en 1429, los territorios de Wernigerode fueron heredados por su vecino, el Condado de Stolberg. El castillo se convirtió en la sede de la administración del subordinado Amt, y fue puesto en litigio varias veces.
Cuando se dividió en 1645 la línea de Stolberg-Stolberg, Wernigerode de nuevo pasó a ser la capital del Condado de Stolberg-Wernigerode. Los condes, sin embargo, entraron en conflicto con los ciudadanos locales en el curso de la Guerra de los Treinta Años y tuvieron que trasladar su residencia a la cercana mansión de Ilsenburg. No fue hasta 1710 que el Conde Cristián Ernesto devolvió la sede del gobierno a Wernigerode, cuando reconstruyó su castillo como un palacio en estilo barroco. Gobernó durante 61 años, aunque tuvo que aceptar el señorío del rey Federico Guillermo I de Prusia en 1714.
El descendiente de Cristián Ernesto, el Conde Otón, primer presidente de la prusiana Provincia de Hannover desde 1867, presidente de la Cámara Alta Prusiana desde 1872 y Vicecanciller desde 1878, reformó ampliamente el palacio en estilo Neorromántico, conocido como estilo historicista, finalizando el proyecto en 1893. El entero complejo incluye una capilla construida en 1880 de acuerdo con los planes del renombrado arquitecto vienés Friedrich von Schmidt. En 1945 el edificio fue confiscado por la Administración Militar Soviética en Alemania.

## Galería

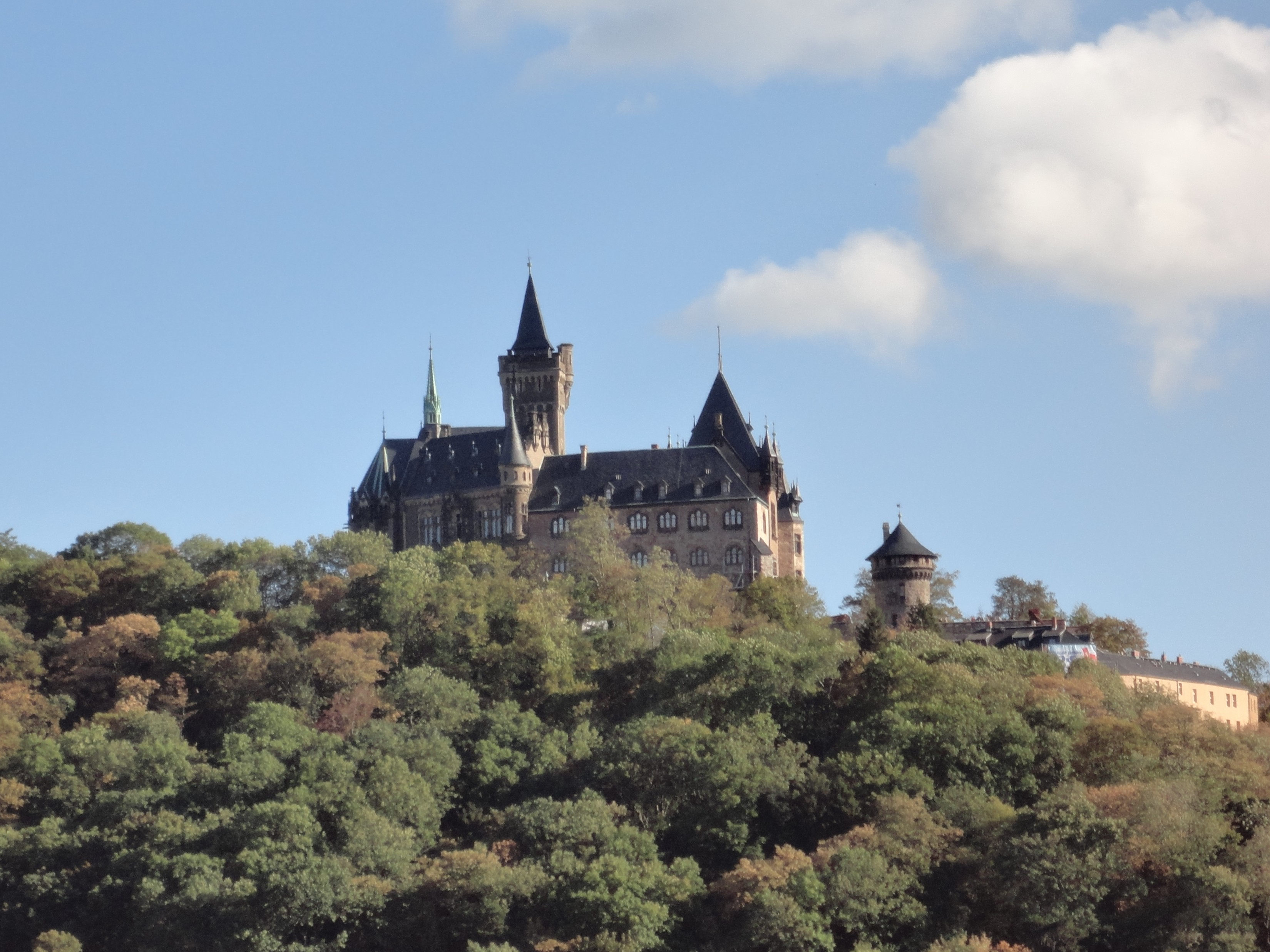
Vista del castillo en otoño de 2016.
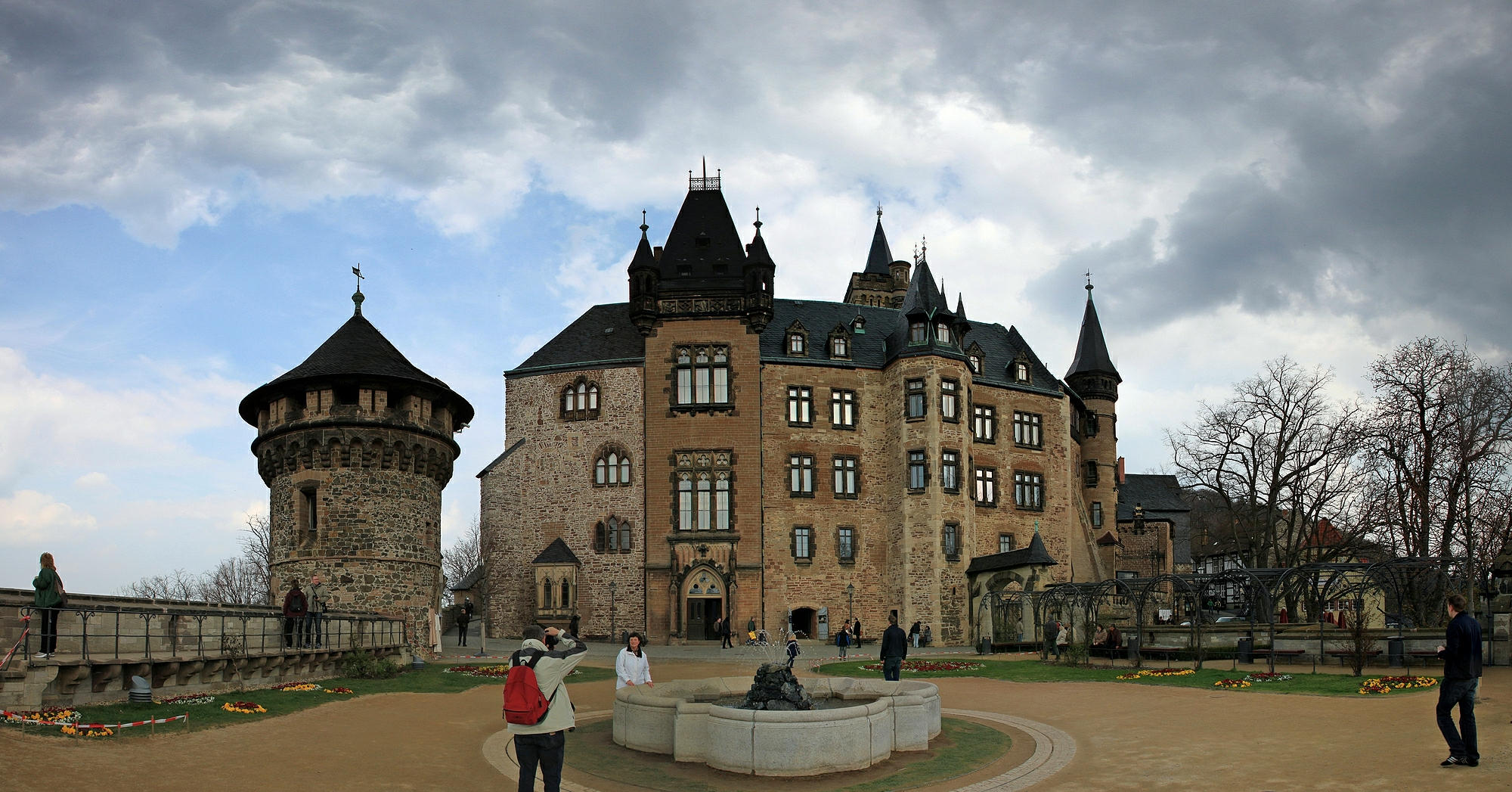
Vista desde la terraza del castillo.
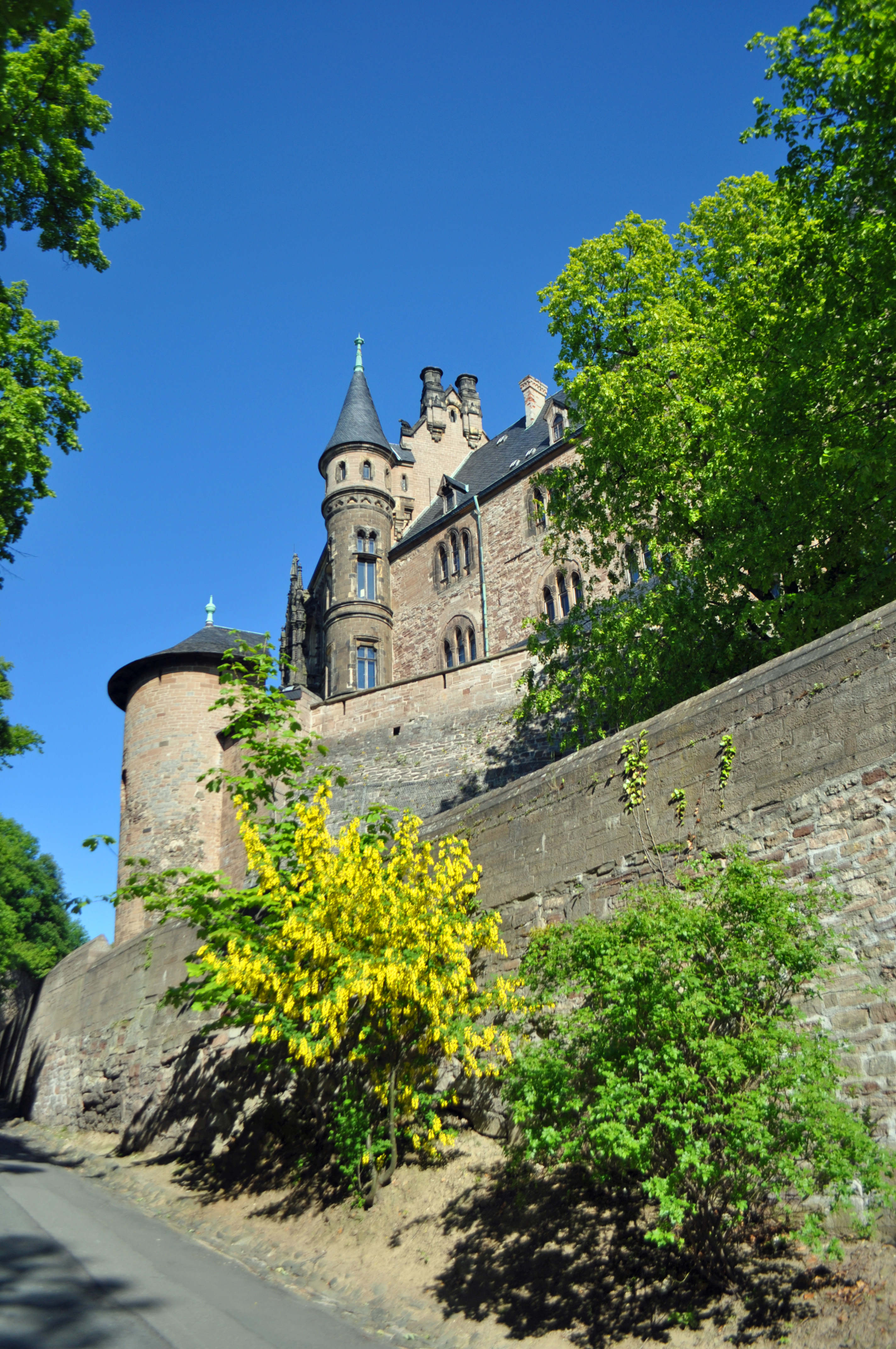
Subida al castillo.
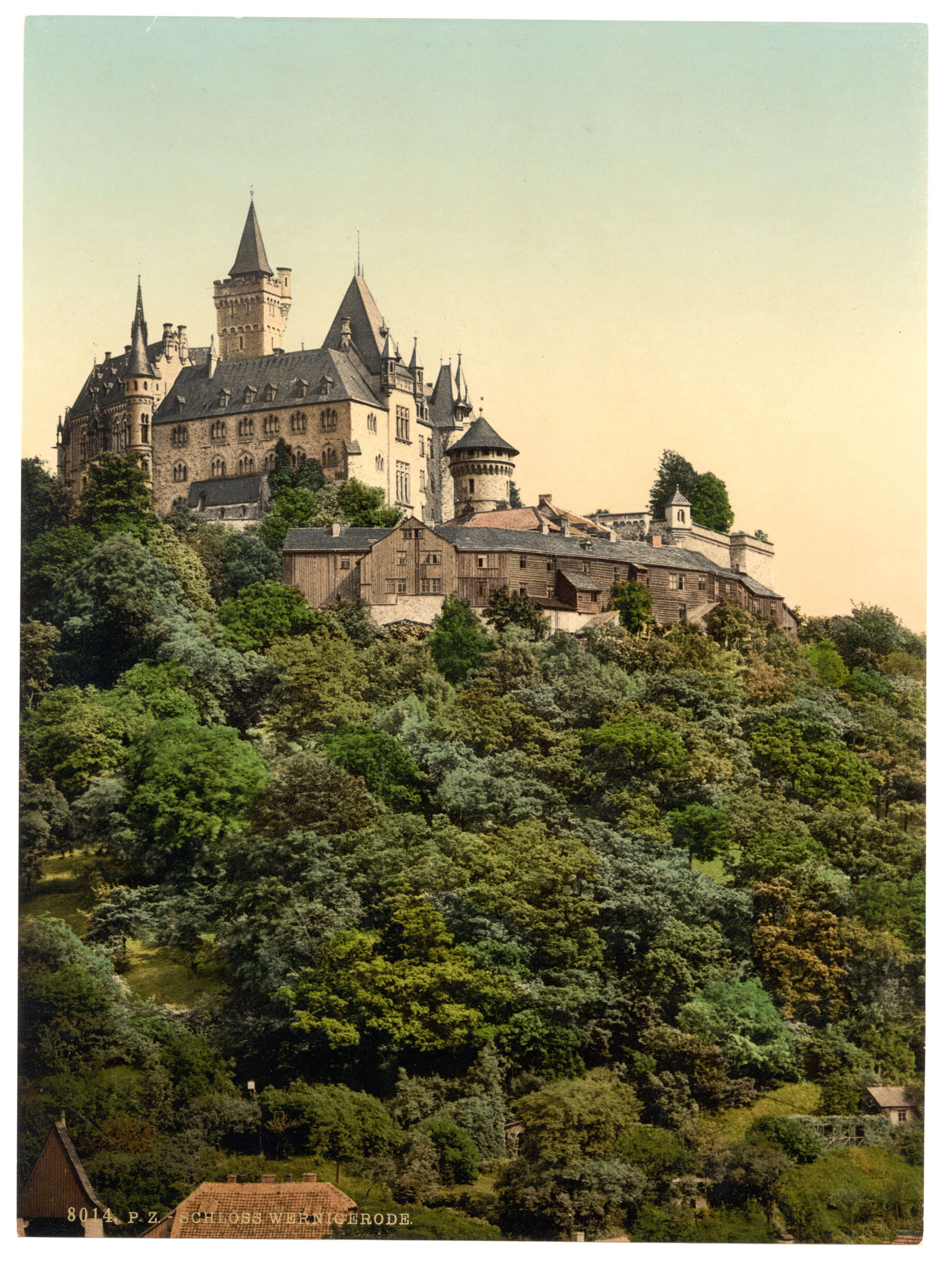
Imagen histórica, entre 1890-1900.
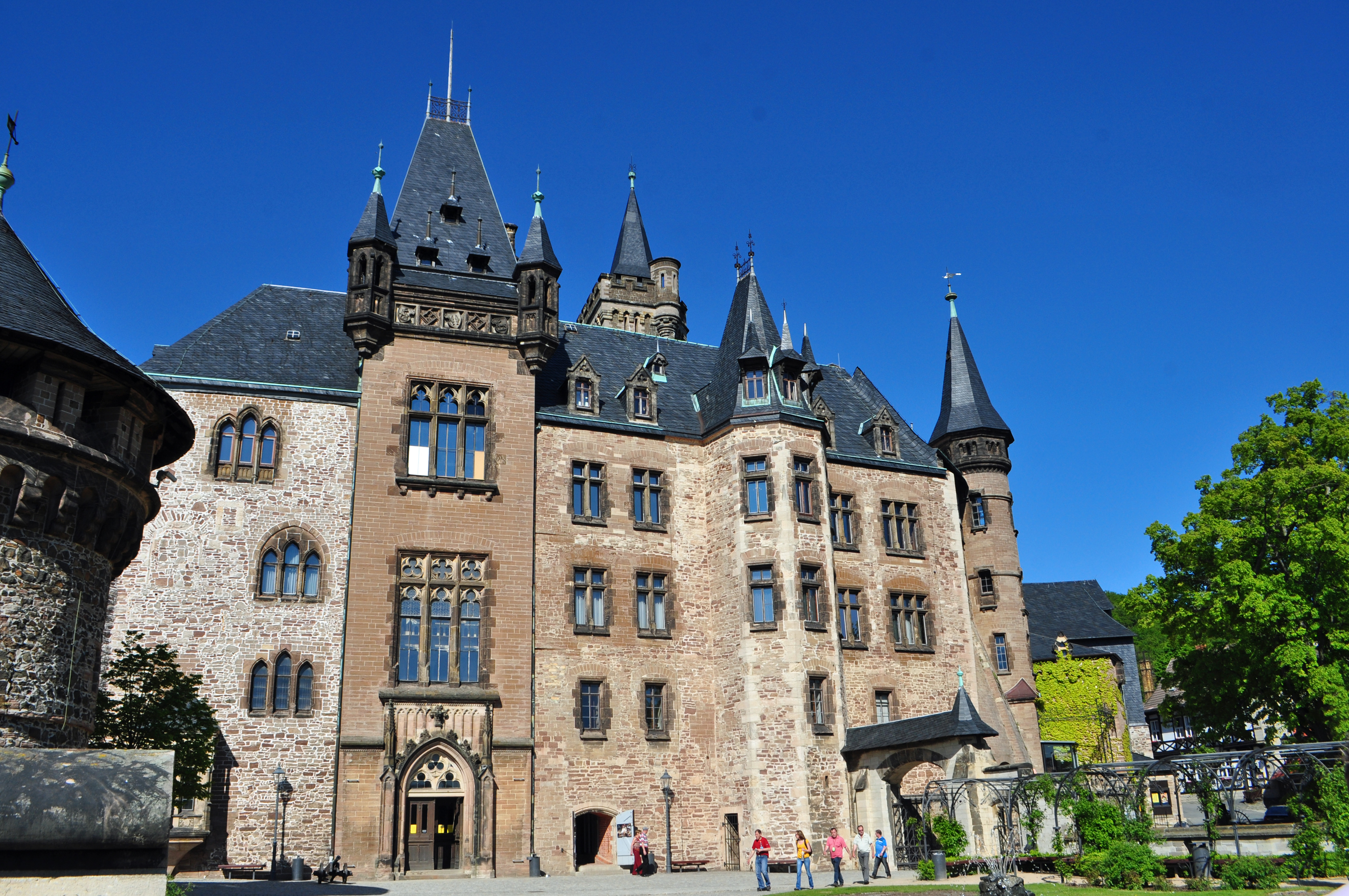
Entrada principal.
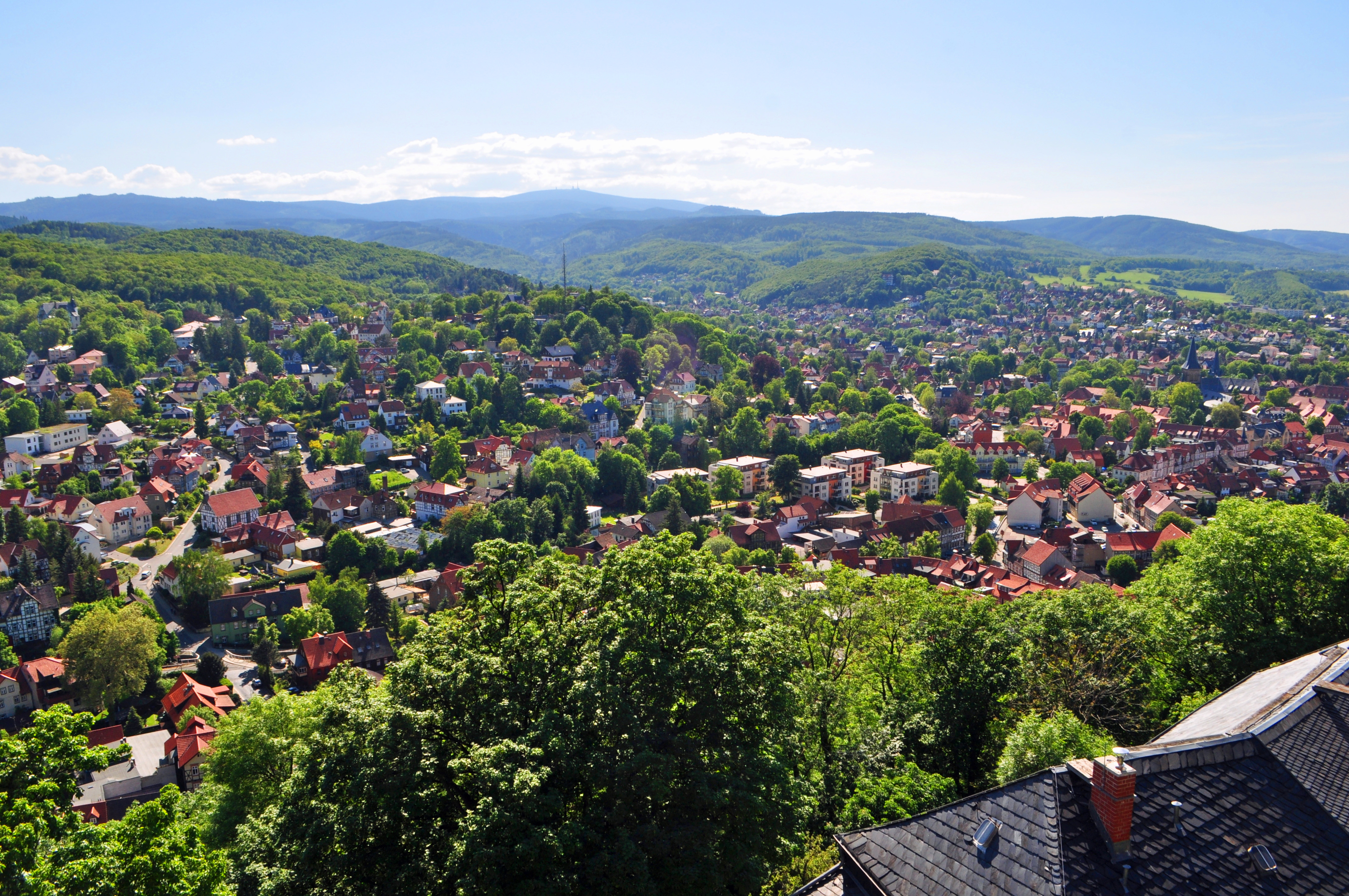
Vista de la ciudad desde la terraza del castillo.
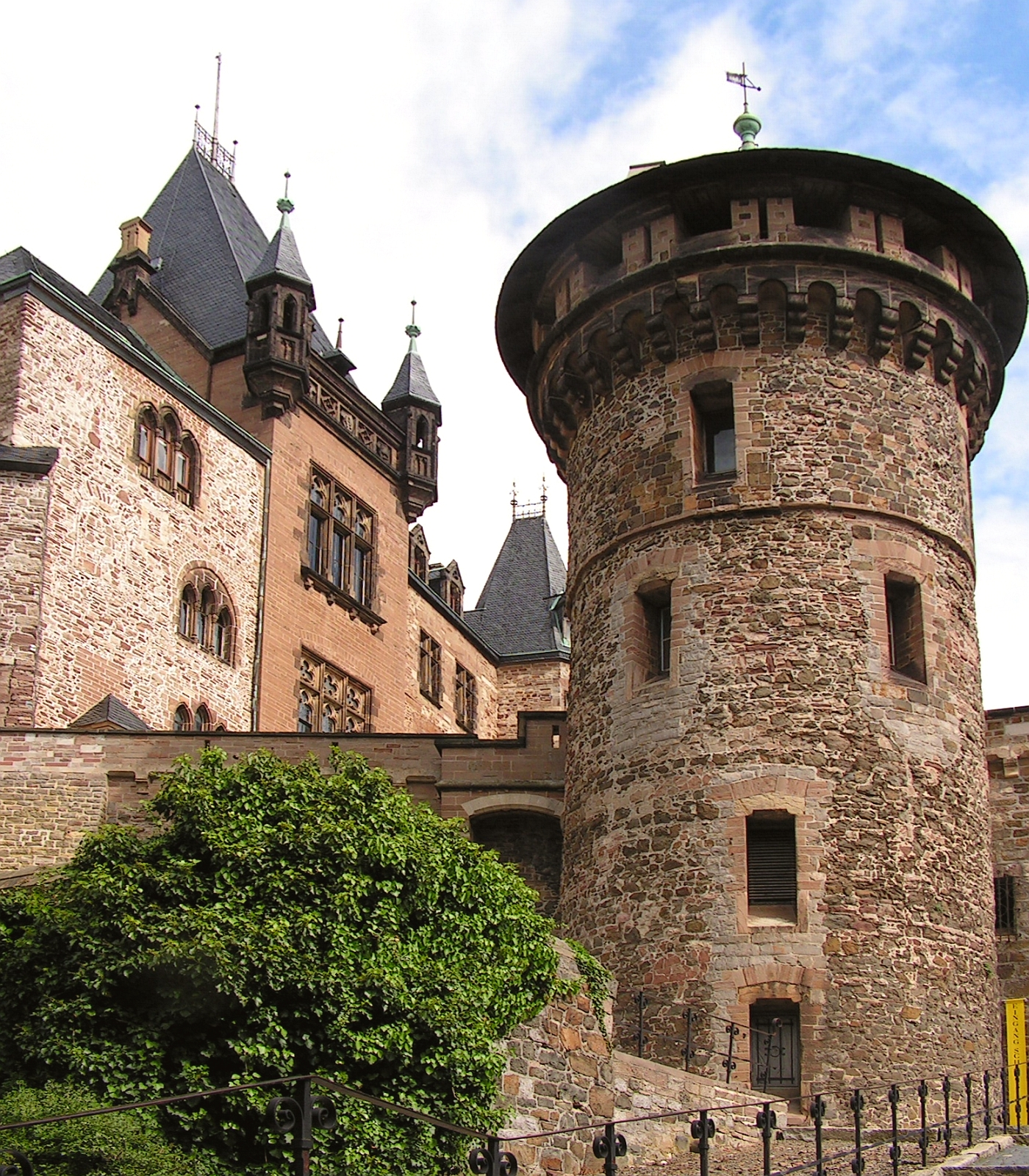
Torres de defensa.